# Dietrich József (súgó)
Dietrich József (19. század) súgó, költő.
A nagyszombati német színház súgója volt. Munkái is Nagyszombatban, illetve Temesvárott jelentek meg:
1. Theater Almanach für das Jahr 1835. Mit dem Verzeichniss der vom 28. Sept. bis Ende Dec. 1834. gegebenen Darstellungen. Tyrnau, 1834
2. Theater Almanach. Tyrnau, 1835. (Két bucsuzó verse)
3. Theater Journal zum Abschied unter dem Titel gewidmet: Frühlings-Sträusschen gebunden aus den Blumen der Dankbarkeit. Mit dem Verzeichniss der v. 1. Jänner bis 13. März 1836. gegebenen Vorstellungen. Ugyanott.
4. Theater Jorunal unter dem Titel: Wer anklopft, dem wird aufgethan, Wer wagt, der gewinnt, oder die hohen Gönner und der betrübte Soufleur. Temesvár, 1837